# 원추최적화
원추최적화(圓錐最適化, 영어: conic optimization) 또는 원추계획법(個別計劃法, 영어: conic programming)은 아핀 부분 공간과 볼록뿔의 교점에서 볼록 함수를 최소화하는 볼록 최적화이다.